# Sophronica mirei
Sophronica mirei là một loài bọ cánh cứng trong họ Cerambycidae.